# Bochtig huisje
Bochtig huisje, Nederlands voor Krzywy Domek in het Pools, is een gebouw in postmoderne architectuur in de Poolse stad Sopot aan de Oostzee. 
Het gebouw kent een oppervlakte van 4.000 vierkante meter en maakt deel uit van het winkelcentrum Rezydent. Het gebouw werd ontworpen door Szotyńscy & Zaleski die zich ervoor hebben laten inspireren door de illustraties en tekeningen in de sprookjes van Jan Marcin Szancer en Per Dahlberg. Het gebouw heeft een ingang aan de Bohaterów Monte Cassino en de Morska.

## Galerij

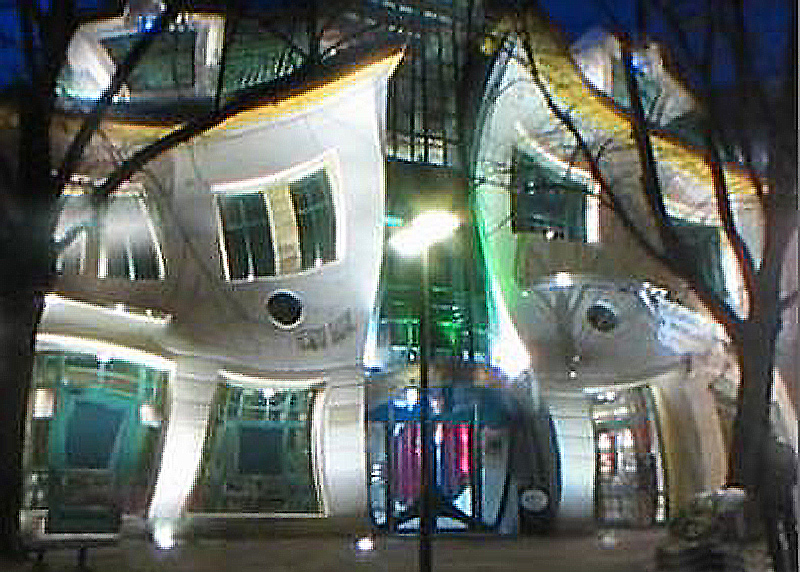
Ingang Morska-zijde 's nachts
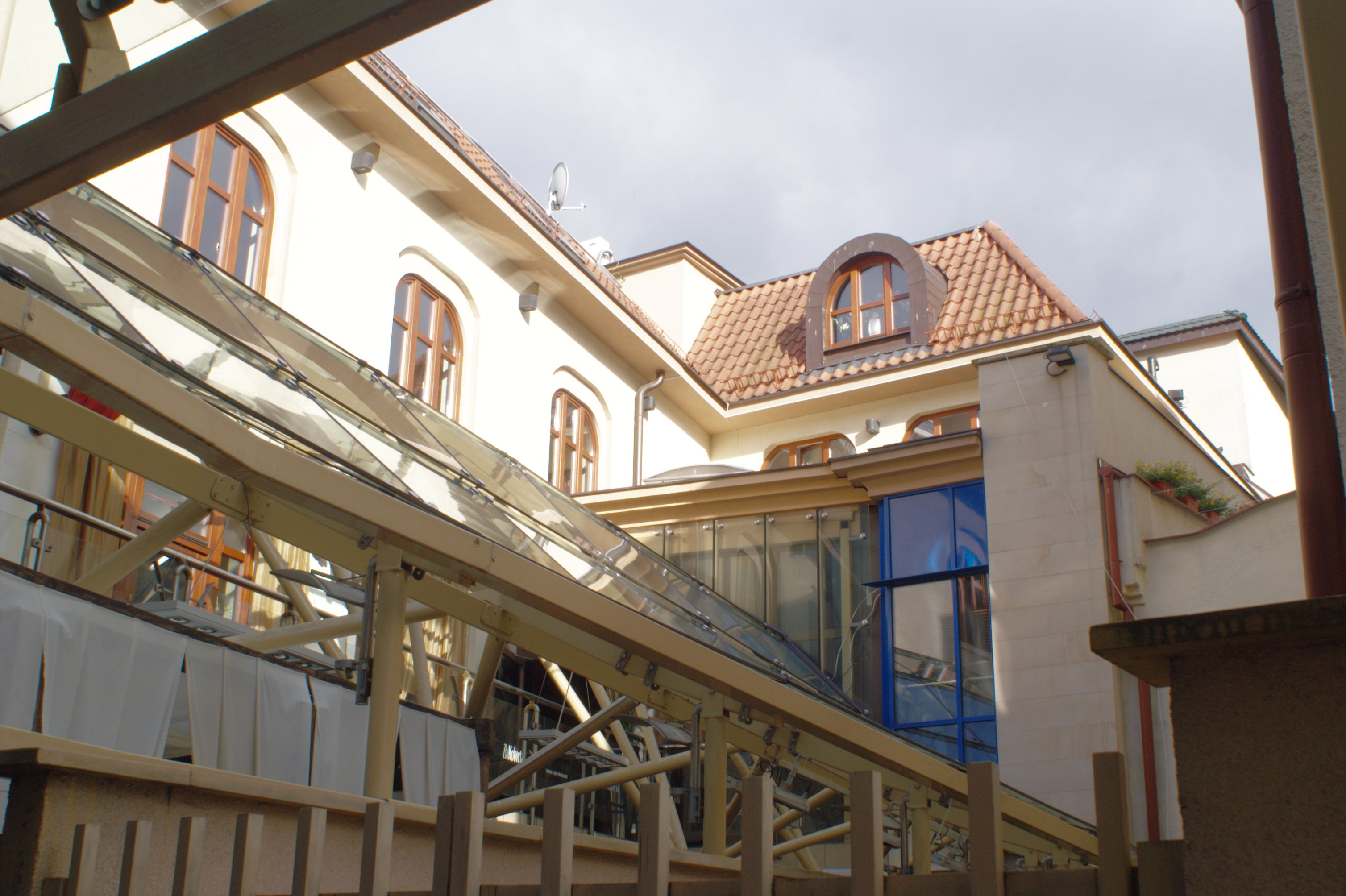
Ingang Monte Cassino-zijde
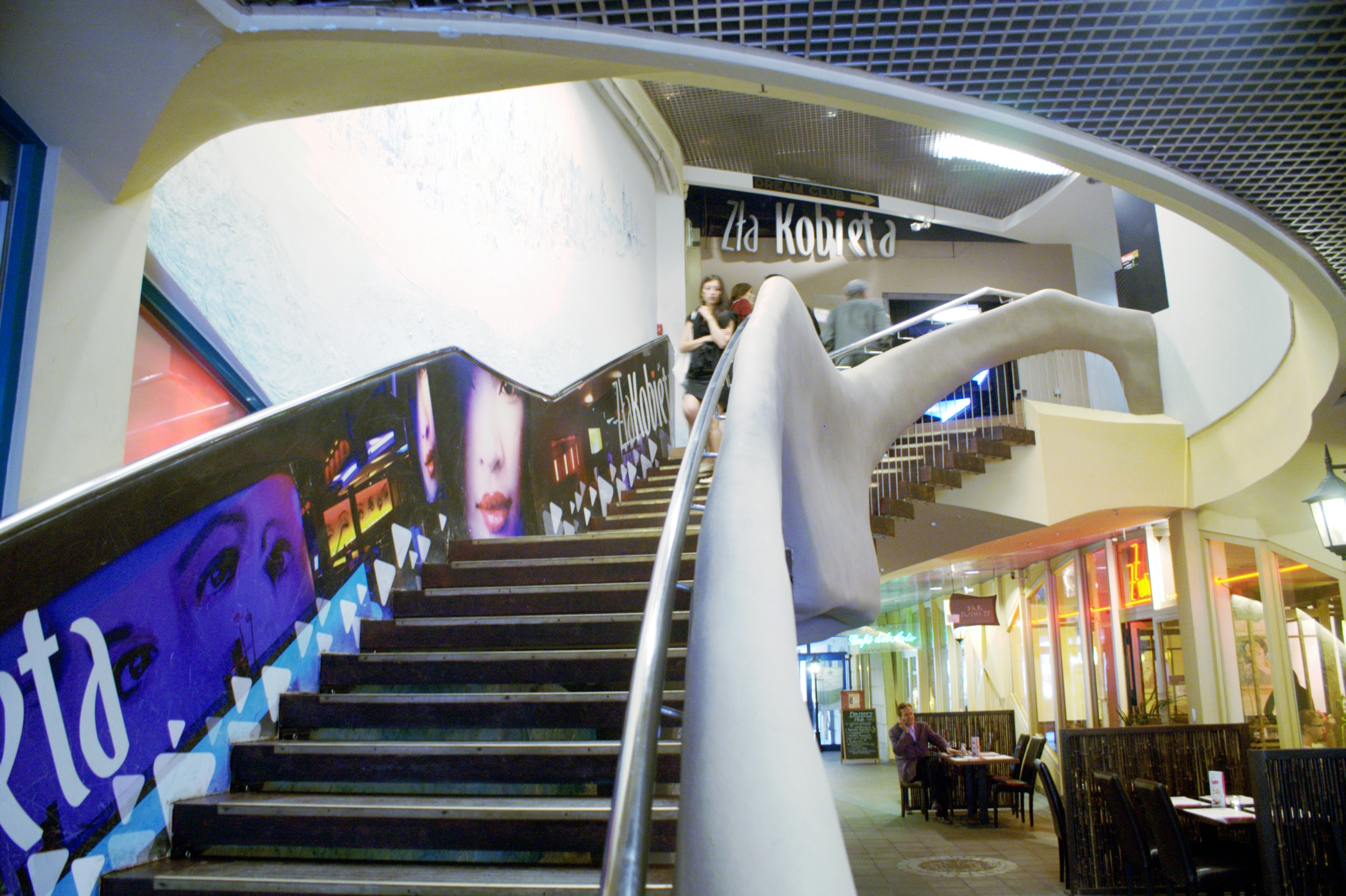
Interieur